# Mohammad Abdul Jalil
Mohammad Abdul Jalil est un rebelle et commandant du secteur 9 pour Mukti Bahini pendant la guerre de libération du Bangladesh en 1971. 
Il a également été l'un des membres fondateurs du parti politique Jatiya Samajtantrik Dal,.

## Crédits
- (en) Cet article est partiellement ou en totalité issu de l’article de Wikipédia en anglais intitulé « Mohammad Abdul Jalil » (voir la liste des auteurs).